# 角星
株式会社角星（かくぼし）は、宮城県気仙沼市にある日本酒の酒蔵である。

## 概要
1906年（明治39年）、麹の販売などを手がける斉藤屋の14代目である斉藤作兵衛が現在の岩手県折壁村で濁酒醸造を始めたのが始まりとされる。現在の場所に移ったのは1908年（明治41年）である。
会社の店舗は国の登録有形文化財に登録されている。東日本大震災で被害を受けたが、気仙沼の景観を保全するプロジェクトにより再建された。
2021年（令和3年）、上鹿折地区に所在する旧白山小学校の施設を取得。全面改修し「白山製造場」として運用開始した。

## 主要事業所
- 本社：宮城県気仙沼市魚町2丁目1-17
- 配送センター：気仙沼市切通78
- 太田製造場：気仙沼市太田1丁目4-10
- 白山製造場：気仙沼市上東側根245

## 生産銘柄
純米大吟醸酒
- 亀鶴（きかく）
- 水鳥記 蔵の華（みずとりき くらのはな）
- 水鳥記 蔵の華 四割四分（〃 〃 よんわりよんぶ）
- おら酒 南三陸（おらさけ みなみさんりく）

大吟醸酒
- 金紋両國 喜祥（きんもんりょうごく きしょう）
- 献祥（けんしょう）

純米吟醸酒
- NAMI（なみ）
- UMI（うみ）
- 福宿（ふくやどり）

吟醸酒
- 福宿

特別純米酒
- 水鳥記 愛山（みずとりき あいやま）
- 水鳥記 雄町（〃 おまち）
- 水鳥記 美山錦（〃 みやまにしき）
- 水鳥記 山田錦（〃 やまだにしき）
- 船尾灯（ともしび）
- 壽栄（じゅえ）
- 戦国のアルカディア

特別本醸造酒
- 別格（べっかく）

本醸造酒
- 喜（よろこび）
- 絢爛（けんらん）

普通酒
- 金盃両國（きんぱいりょうごく）
- 金盃両國 辛口

リキュール
- ゆず酒
- いちご酒
- 珈琲（コーヒー）酒

## 受賞歴
- 金紋両國 喜祥
  - 独立行政法人酒類総合研究所主催「平成29酒造年度全国新酒鑑評会」において、金賞受賞[4]。2年連続の受賞となる。
- 水鳥記 蔵の華 四割四分、おら酒 南三陸
  - KURA MASTER主催「日本酒審査会 2018（純米大吟醸・純米吟醸部門）」において、金賞受賞[5]。